# Philipp von Gemmingen, genannt Schellig

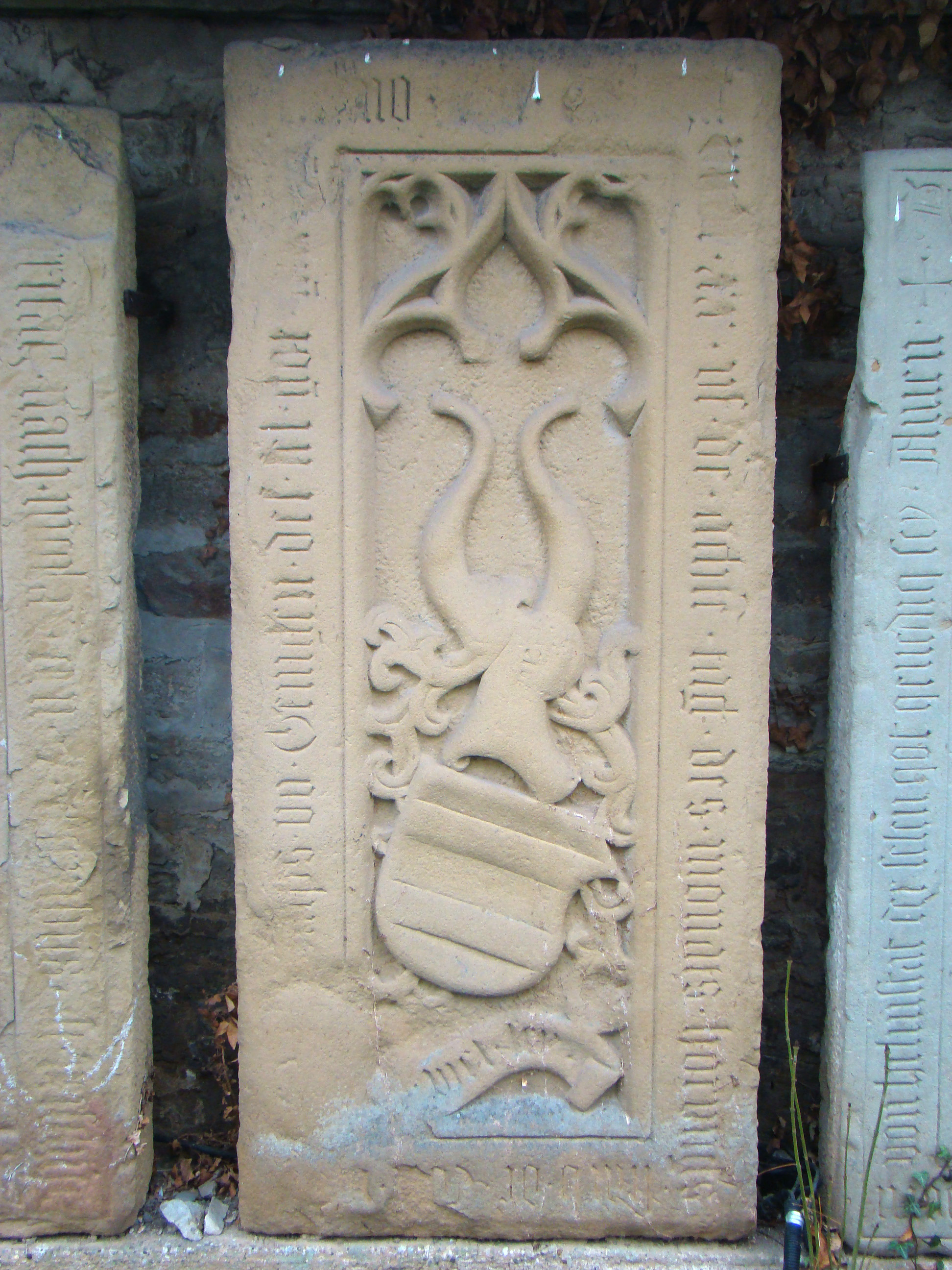
Grabplatte von Philipp von Gemmingen († 1520) im Gemminger Schlossgarten

Philipp von Gemmingen, genannt Schellig († 1520) entstammte dem Ast der Velscher der Freiherren von Gemmingen. Er war pfälzischer Hofkammermeister.

## Leben

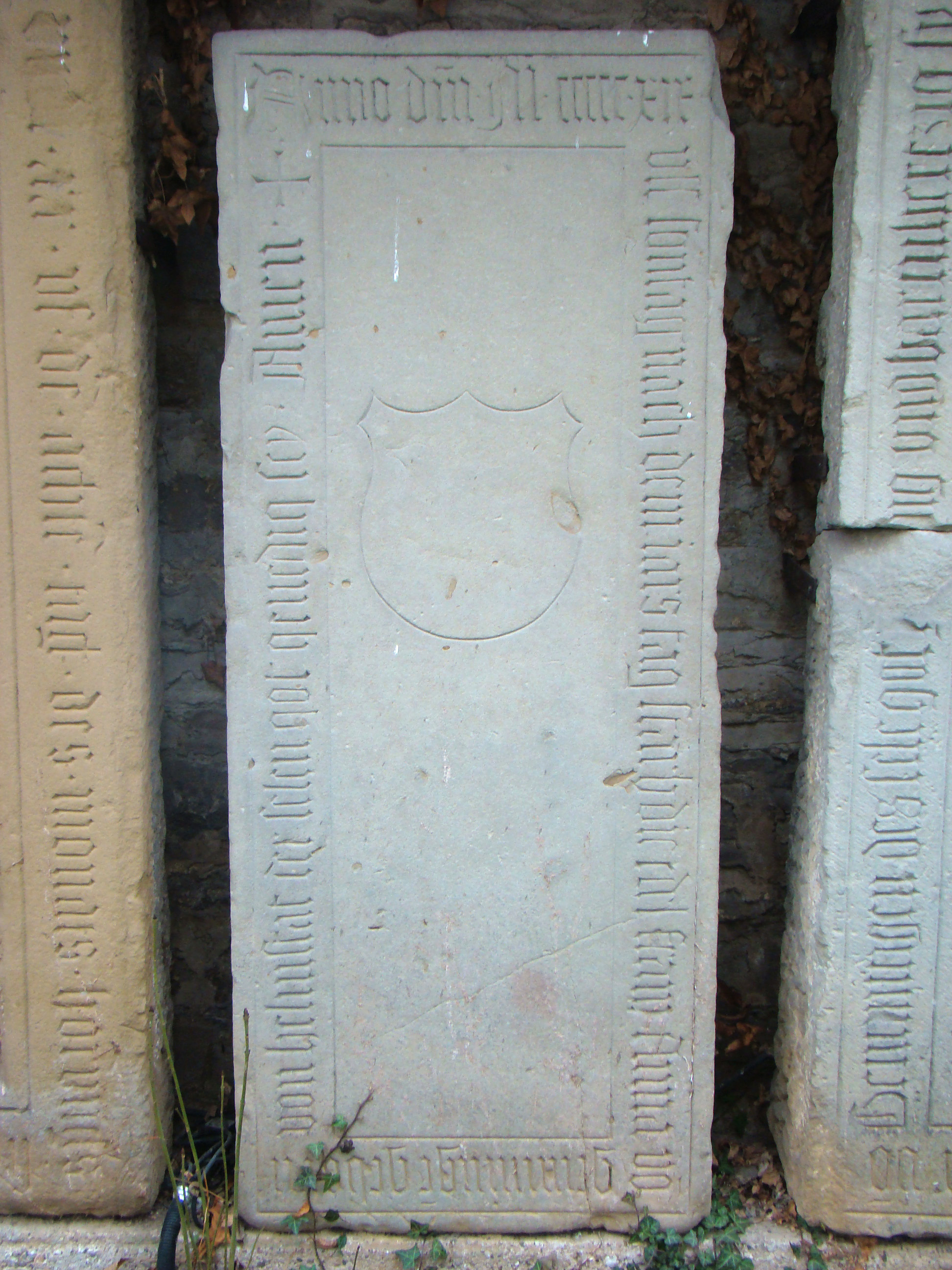
Grabplatte seiner Frau Anna von Helmstatt († 1519) im Gemminger Schlossgarten

Er war der Sohn des Eberhard von Gemmingen († 1479). 1480 richtete er einen Revers an Graf Eberhard von Württemberg wegen der Lehen, die sein Vater Eberhard zuvor gehabt hatte. Darin korrigierte er die im Saalbuch fälschlich auf 70 bezifferten Hofstellen in Gemmingen auf 17. 1513 tauschte er die Hälfte an Stebbach mit Orendel von Gemmingen gegen ein Sechstel an Michelfeld ein. 1515 erwarb er einen später wieder gelösten Anteil am Zehnten in Berwangen. In seinem Todesjahr 1520 wurden auch die 1000 Gulden Zoll zu Kaub gelöst, die seiner Familie durch seinen Onkel Wendel zugefallen waren. Er wurde in Gemmingen begraben.
Sein Beiname Schellig wird als der Böse gedeutet.
Seine Grabplatte, ursprünglich in der alten Gemminger Kirche, befindet sich heute im Garten des Gemminger Unterschlosses. Sie zeigt das Gemmingensche Wappen unterhalb einer gotischen Maßwerkverzierung. Ebenfalls im Schlossgarten ist die Grabplatte seiner Frau Anna erhalten.

## Familie

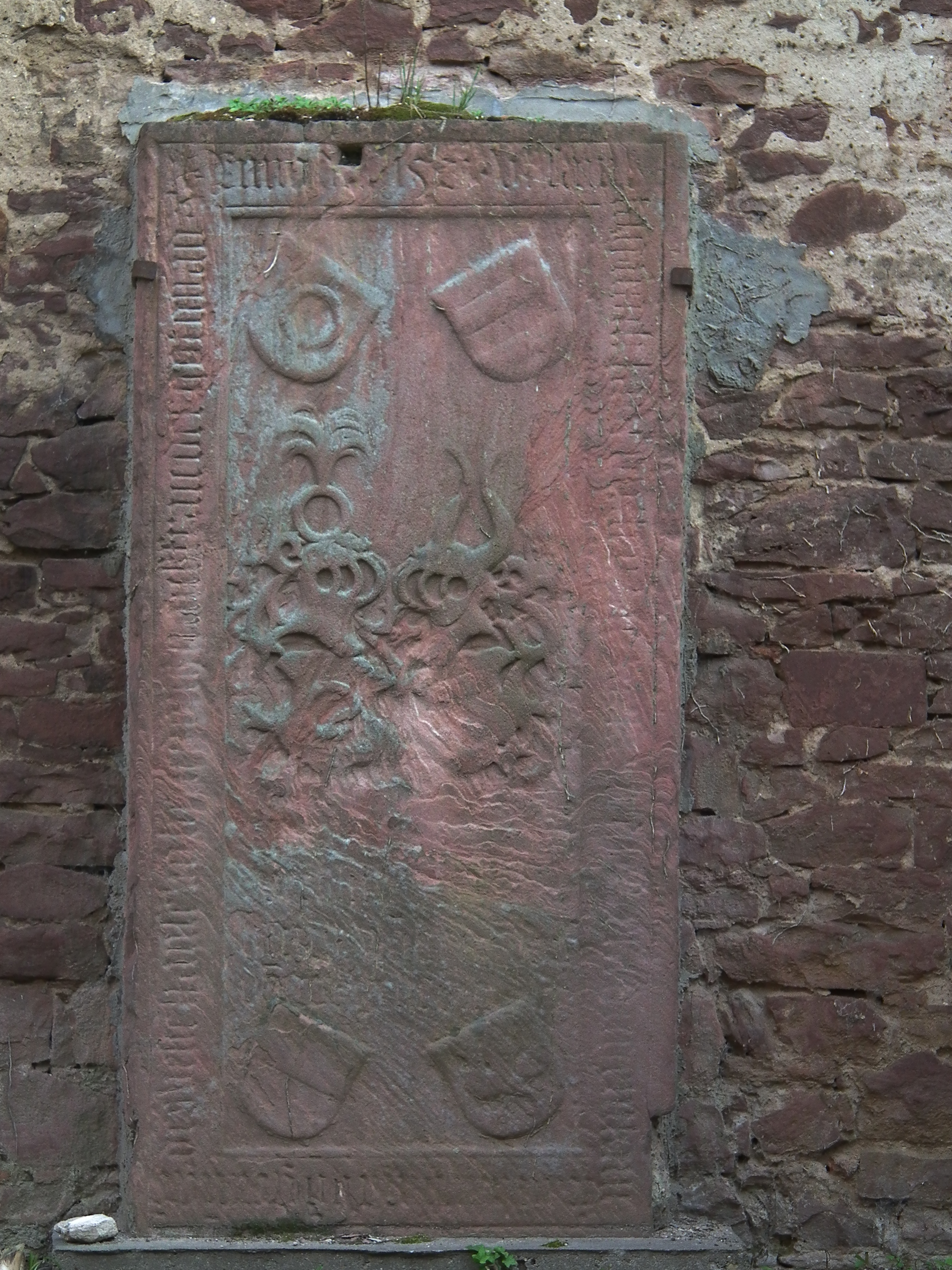
Grabplatte seiner Tochter Barbara († 1521) in Nußloch, Mutter des Wormser Fürstbischofs Dietrich von Bettendorf

Er war mit Anna von Helmstatt († 1519) verheiratet.
Nachkommen:
- Barbara († 1521) ⚭ Hans von Bettendorff († 1556), kurpfälzischer Haushofmeister (die Grabplatte der Barbara ist an der kath. Kirche St. Laurentius in Nußloch erhalten). Ihr gemeinsamer Sohn war der Wormser Fürstbischof Dietrich von Bettendorf
- Eberhard († um 1532)
- Hans († 1552) ⚭ Susanna von Neuhausen († 1547)
- Wilhelm († 1523) ⚭ Barbara von Rinderbach († 1561)